# Ratpenat d'esquena nua de Halmahera
El ratpenat d'esquena nua de Halmahera (Dobsonia crenulata) és una espècie de ratpenat de la família dels pteropòdids. És endèmic d'Indonèsia, on viu a altituds d'entre 0 i 1.000 msnm. Els seus hàbitats naturals són els jardins i els boscos pertorbats, on nia en coves, arbres i esquerdes de les roques. Algunes poblacions estan amenaçades per la caça i la pertorbació del seu hàbitat, però no sembla que l'espècie en general estigui en perill d'extinció.